# 貝盧哈區
貝盧哈區，是馬達加斯加的行政區，位於該國南部，由安德羅伊區負責管轄，首府設於貝盧哈，面積4,669平方公里，2011年人口103,623，人口密度每平方公里22人。